# Jake Siegel
Jake Siegel (22 febbraio 1989) è un attore statunitense, conosciuto soprattutto per aver interpretato il ruolo di Mike "Cooze" Coozeman nei film: American Pie presenta: Nudi alla meta e American Pie Presents: Beta House.
È un amante  degli sport e si dedica a: Golf, Boxing, Basket, Baseball, Tennis, Football, Pattinaggio e Nuoto.

Parla il francese e suona il piano e la chitarra. 

È laureato all'Università of Southern California, Los Angeles, con un BFA in recitazione nel 2005.

## Filmografia

### Cinema
- The Need, regia di Chris Young - cortometraggio (2006)
- American Pie presenta: Nudi alla meta (The Naked Mile), regia di Joe Nussbaum (2006)
- American Pie Presents: Beta House (Beta House), regia di Andrew Waller (2007)
- Nice Knowing You, regia di Joe Burke - cortometraggio (2009)
- Hello, regia di Ed Resetar - cortometraggio (2010)
- Cavemen, regia di Herschel Faber (2013)

### Televisione
- Commander in Chief – serie TV, episodio 1x12 (2006)
- iCarly – serie TV, episodio 2x17 (2009)
- The Max Decker Sausage Company – serie TV, episodio 2x14 (2016)